# Агаджанян, Степан Меликсетович
Степан (Степанос) Меликсетович Агаджанян (16 (28) декабря 1863, Шуша, Бакинская губерния — 13 декабря 1940, Ереван, Армянская ССР) — армянский живописец-портретист, педагог, народный художник Армянской ССР (1938).

## Образование

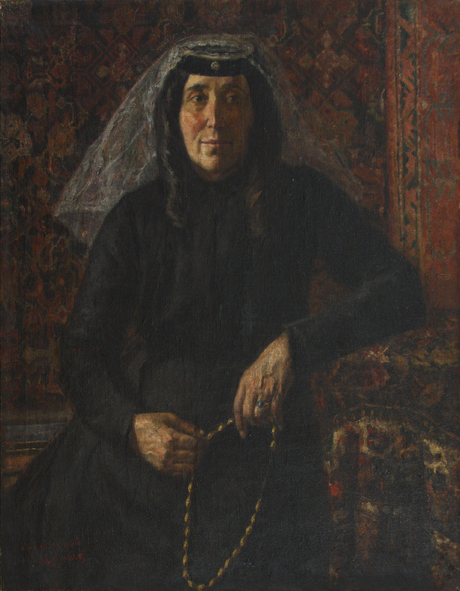
Портрет Матери, 1900 г. Национальная картинная галерея Армении

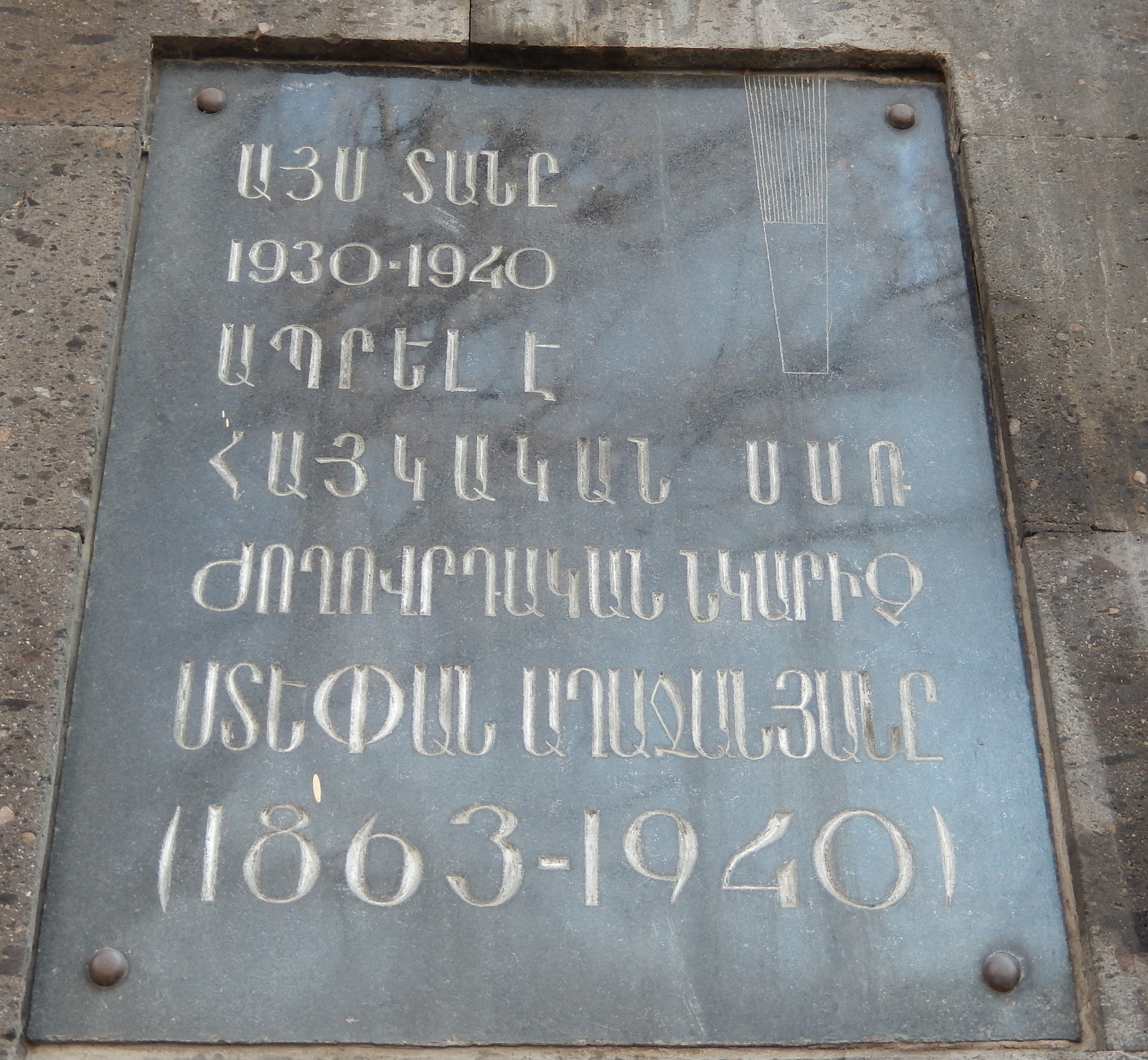
Мемориальная доска С. Агаджаняну

Учился в духовной школе (1872—1881) и русском реальном училище (1881—1884) в городе Шуша. В 1884 году переехал в Баку. Начальное профессиональное образование получил в художественной студии в Марселе в 1886—1890 годах. В 1897—1900 годах обучался в Академии Жюлиана в Париже, брал уроки у Жана-Поля Лорана и Жана-Жозефа Констана.

## Творчество
В 1900 году вернулся на родину в Шушу, где создал парные портреты родителей, отличавшиеся мастерской передачей характеров и сдержанностью колорита. В 1903—1922 годах жил в Ростове-на-Дону, преподавал рисование в школах. В 1922 году переехал в Ереван, где продолжил заниматься преподавательской деятельностью в Ереванском художественном училище (1922—1940) и написал большинство своих лучших картин.
Реалистические портреты С. М. Агаджаняна превращаются в портреты-типы. Среди созданных им портретов особенно известны портреты «Дядюшка Седрак» и «Васил», написанные в 1926, «Беспризорник» (1928). Глубоким психологизмом выделяются его автопортреты, написанные в 1925 и 1926 годах.
Большая часть произведений С. М. Агаджаняна хранится в Национальной картинной галерее Армении в Ереване.

## Работы
- «Жена художника»
- «Седрак»
- «Василь»
- «Сестра художника» (1926)
- «Драматург Эмин Тер-Григорян» (1927)
- «Карабахская женщина»
- «Композитор А. Тер-Гевондян»
- «Бесприютный» и др.

## Награды и звания
- Народный художник Армянской ССР (1938)
- Заслуженный художник Армянской ССР (23.04.1931)[1]
- Орден Трудового Красного Знамени (04.11.1939) — «за выдающиеся заслуги в деле развития армянского театрального и музыкального искусства»

## Память
Мемориальная доска в Ереване (улица Абовяна, 42)